# Der Wildtöter

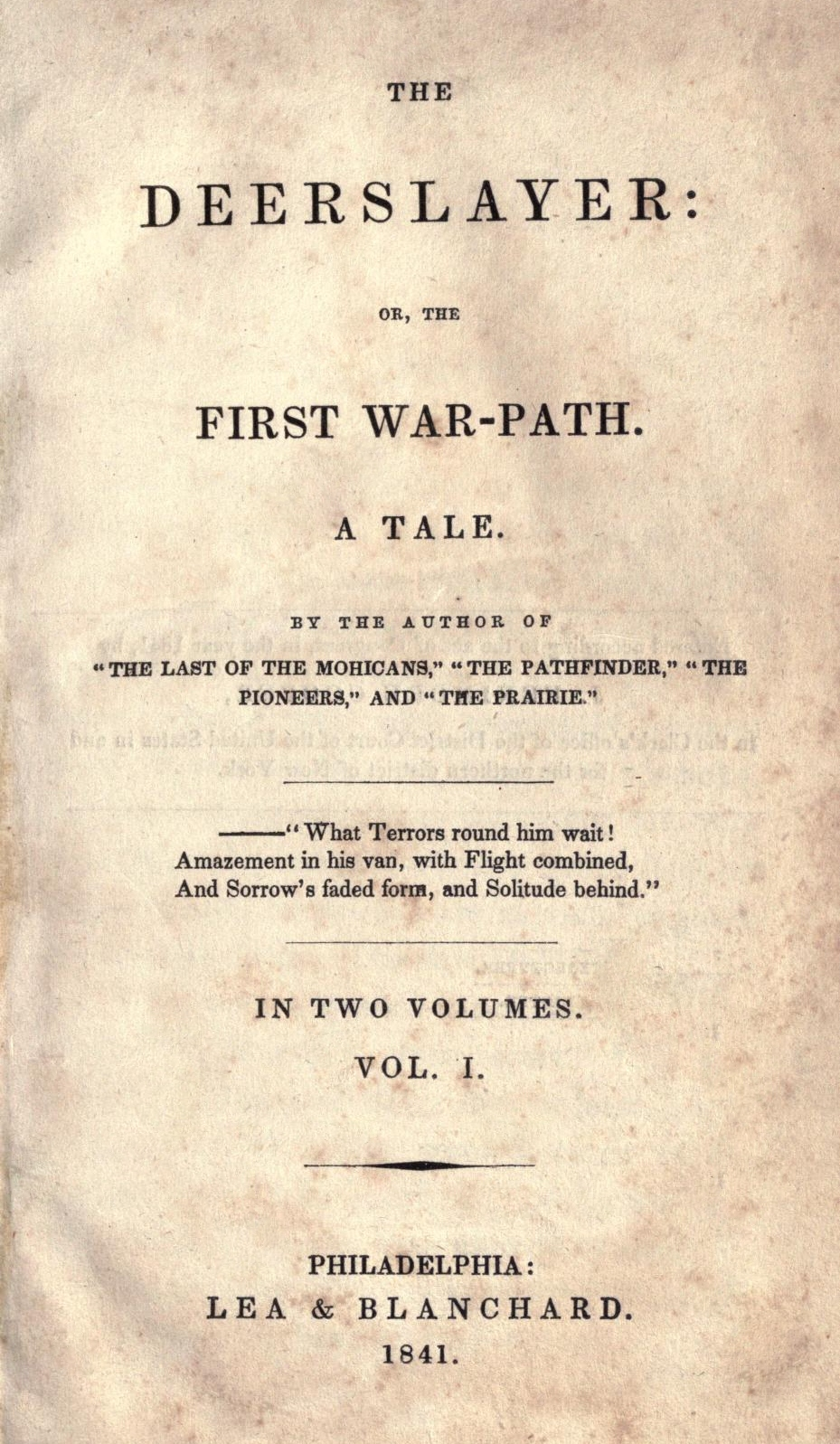
„The Deerslayer“, Titel der Originalausgabe 1841

Der Wildtöter, englischer Originaltitel The Deerslayer, or The First War Path, ist ein 1841 veröffentlichter Abenteuerroman des amerikanischen Schriftstellers James Fenimore Cooper (1789–1851).
Der Wildtöter erschien als letzter Band des fünfteiligen Lederstrumpf-Zyklus. Im chronologischen Handlungsablauf der Serie bildet der Roman den ersten Band. Ebenfalls 1841 erschienen die ersten beiden deutschsprachigen Ausgaben des Romans, übersetzt von Gustav Pfizer und von Otto von Czarnowski. Als Buchtitel wählte Pfizer Der Wildtöter. Von Czarnowski entschied sich für Der Hirschtöter.

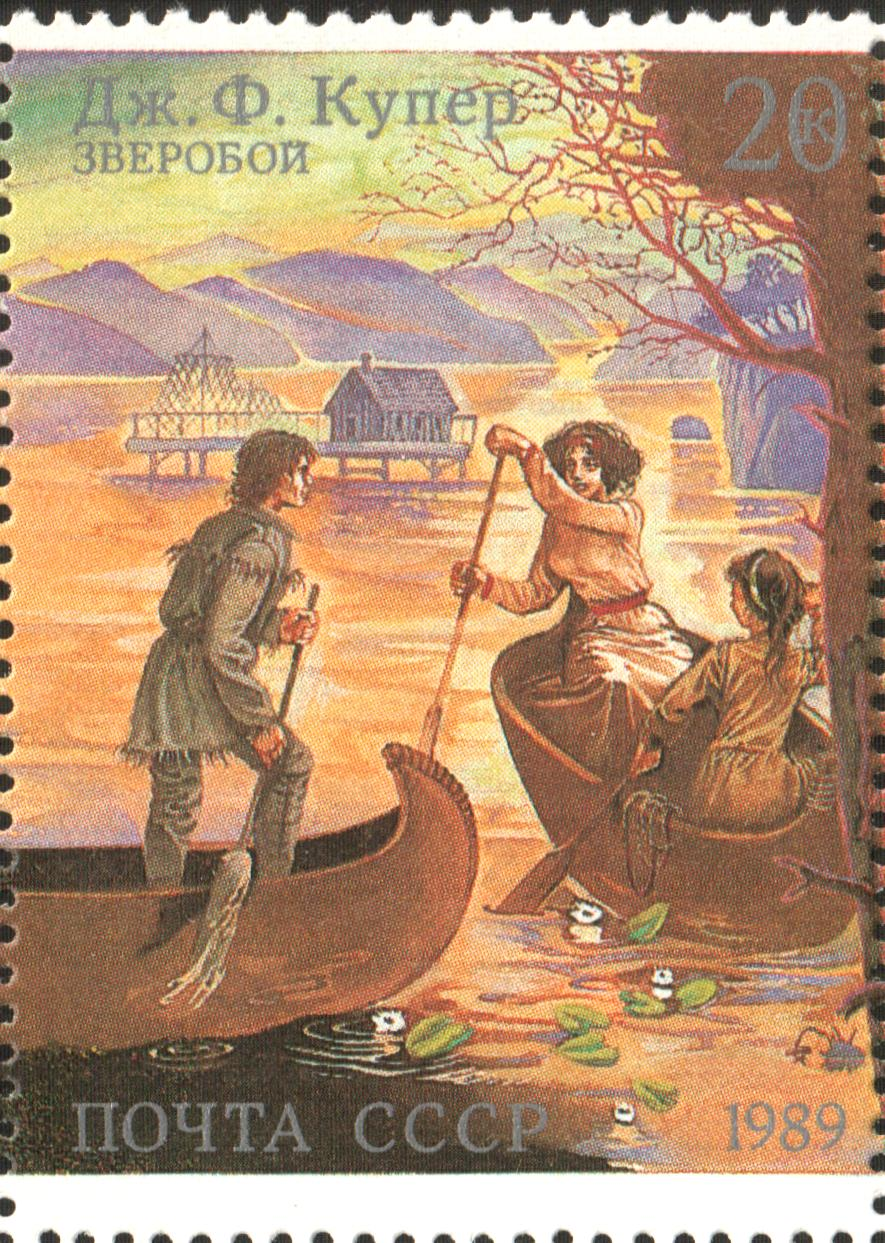
Der Wildtöter (Sowjetische Briefmarkenausgabe zu Ehren des 200. Geburtstages von J. F. Cooper, 1989)

## Inhalt
In den 1740er Jahren kommen die beiden Waldläufer Henry March und Natty Bumppo, genannt Wildtöter, an den Glimmerglasssee im Bundesstaat New York. March kommt, um den ehemaligen Seemann Tom Hutter zu besuchen, der zusammen mit seinen Töchtern Judith und Hetty in einem befestigten Pfahlbau lebt. Die sehr schöne, geistreiche und lebenslustige Judith ist die Attraktion des abgelegenen Hauses. March hat ein Auge auf sie geworfen und möchte sie heiraten. Bumppo, der bei dem Indianerstamm der Delawaren sozialisiert worden ist, will sich am See mit seinem Freund, dem Delawarenhäuptling Chingachgook, treffen. Dieser vermutet, dass seine Verlobte Wah-ta!-Wah von einem in der Nähe lagernden Mingo-Stamm (abwertende Bezeichnung für Huronen) entführt wurde.
March und Bumppo paddeln mit einem Kanu zu Hutters Blockhaus Biberburg. Da niemand zu Hause ist, vermuten die beiden Trapper die Bewohner auf dem Hausboot Arche. Als sie das Boot in einer Bucht finden, können sie gerade noch einen Angriff der Huronen auf die Familie verhindern. Die Gruppe segelt zusammen zum Blockhaus. Von dort aus wollen die Männer zwei am Ufer versteckte Kanus vor den Huronen in Sicherheit bringen. Dabei erschießt Bumppo in Notwehr einen Angreifer. 
March und Hutter beschließen, nachts in das Lager der Huronen einzudringen und möglichst viele zu erschlagen und zu skalpieren, um vom Gouverneur ein Kopfgeld zu erhalten. Sie schätzen dies als einträglich und relativ ungefährlich ein, da sie vermuten, dass sich zum gegenwärtigen Zustand hauptsächlich Frauen und Kinder im Lager befinden, deren Skalpe von der Regierung ebenso hoch bezahlt werden wie diejenigen indianischer Krieger. Der Indianerfreund Bumppo lehnt eine Teilnahme an dem nächtlichen Überfall ab. Auch sein Appell an christliche Werte bringen March und Hutter nicht von ihrem Vorhaben ab. Beide werden als skrupellose und egoistische Abenteurer beschrieben, denen das Leben eines Indianers nichts gilt. 
Bumppo erklärt sich schließlich bereit, auf sie mit den Booten am Ufer zu warten. Hutter und March werden jedoch von den Huronen entdeckt und gefangen genommen. Zurück im Blockhaus beschließen Wildtöter und die Frauen, die Ankunft Chingachgooks abzuwarten. Die geistig beschränkte Hetty versucht, ihren Vater auf eigene Faust zu befreien. Sie rudert ans Ufer und trifft dort Chingachgooks Verlobte Wah-ta!-Wah, diese führt sie ins Lager. Die geistige Beschränktheit des Mädchens schützt sie bei den Indianern vor Übergriffen, da diese geistig Behinderte als Manitou besonders nahestehend betrachten. Hetty hat eine Bibel mitgenommen und bittet Häuptling Rivenoak, die Gefangenen aus Gründen der Nächstenliebe freizulassen. Ihr Versuch scheitert, jedoch erklären sich die Huronen bereit, die Männer gegen ein Lösegeld einzutauschen. In Verhandlungen mit dem Häuptling Rivenoak einigt man sich, die Gefangen gegen ein paar Schachfiguren aus Elfenbein freizulassen.
Kaum freigegekommen, unternehmen die beiden Abenteurer einen weiteren Versuch, in einem nächtlichen Überfall Indianerskalps zu erbeuten, finden das Lager aber verlassen vor. Hetty übermittelte jedoch Zeit und Ort für ein Stelldichein von Wah-ta!-Wah an Chingachgook, und während das Hausboot für eine Aufnahme von Wah-ta!-Wah in Position gebracht wird, kommt das neue Lager der Huronen zufällig in Sicht. In der folgenden Nacht bereiten Bumppo und Chingachgook die Befreiung von Wah-ta!-Wah vor. Das Stell-dich-ein scheitert und die Beobachtung des Lagers zeigt, dass sie bewacht wird. Es gelingt ihnen dennoch, Wah-ta!-Wah zu befreien, dabei wird aber Bumppo gefangen genommen. Als das Hausboot an der Biberburg anlegt, wird Hutter von ein paar Huronen überfallen, die sich in der Blockhütte versteckt haben. Die anderen aus der Gruppe können mit dem Hausboot entkommen.
Nachdem die Indianer das Blockhaus verlassen haben, segelt die Arche dorthin zurück. Dort findet die Gruppe den tödlich verletzten Hutter. Kurz vor seinem Tod gesteht er Judith und Hetty, dass er gar nicht ihr leiblicher Vater ist. In Briefen und anderen Dokumenten finden sie Hinweise, dass Hutter früher Seeräuber war und tatsächlich Thomas Hovey heißt. Die Identität ihrer Mutter bleibt unbekannt, jedoch war sie eine Aristokratin und heiratete Thomas Hovey, nachdem sie von ihrem Liebhaber, einem adeligen Offizier, nach der Geburt der zweiten Tochter verlassen worden war.
Nachdem Judith den Heiratsantrag von Henry March abgelehnt hat, verlässt dieser die belagerte kleine Gruppe auf dem See und bricht mit dem Kanu auf, um im Fort am Mohawk Hilfe zu holen. Unterdessen wird Wildtöter von Rivenoak bedrängt, sich seinem Stamm anzuschließen, indem er die Frau des von ihm getöteten huronischen Kriegers heiraten soll. Als dieser das Ansinnen mehrfach ablehnt, verkündet der Häuptling, dass Bumppo am Marterpfahl sterben soll. 
March ist es gelungen, im Fort Hilfe zu erhalten. Zusammen mit Chingachgook greifen die Soldaten das Lager an. Wildtöter kann befreit werden, bei dem Gefecht wird aber Hetty tödlich verletzt. Judith beschließt, den Otsego-See zu verlassen, und folgt den Soldaten, nachdem Wildtöter abgelehnt hat, sie zu heiraten und mit ihr auf dem See zu bleiben. Wildtöter geht mit Chingachgook und Wah-ta!-Wah zurück zu den Delawaren.
15 Jahre später kommen Wildtöter, Chingachgook und sein Sohn Uncas noch einmal an den Otsego-See. Wah-ta!-Wah ist bei Uncas' Geburt gestorben. Bumppo und die beiden Delawaren sehen sich die Überreste der Biberburg an. Im Inneren entdeckt Bumppo eine Haarschleife von Judith. Er nimmt sie an sich und wickelt sie an den Lauf seines Gewehrs. Seine Nachforschungen über Judiths weiteres Schicksal liefern kein sicheres Ergebnis. Es wird jedoch angedeutet, dass möglicherweise auch sie die Geliebte eines adligen Offiziers geworden ist.

## Ausgaben
- Der Wildtöter. Holzinger, 4. Auflage, 2016, Neuauflage der Übersetzung von Gustav Pfizer (1842)
- Der Wildtöter. Hofenberg, 2. Auflage, 2016, Neuauflage der Übersetzung von Gustav Pfizer (1842)
- Wildtöter, neu übersetzt von Günter Löffler. Verlag Neues Leben, Berlin 1976
- Der Wildtöter. Insel-Taschenbuch 179, 1. Auflage, überarbeitete Übersetzung von E. Kolb u. a. durch Rudolf Drescher, Illustrationen von D. E. Darley, Frankfurt am Main 1977, ISBN 3-458-01879-4